# Talatat

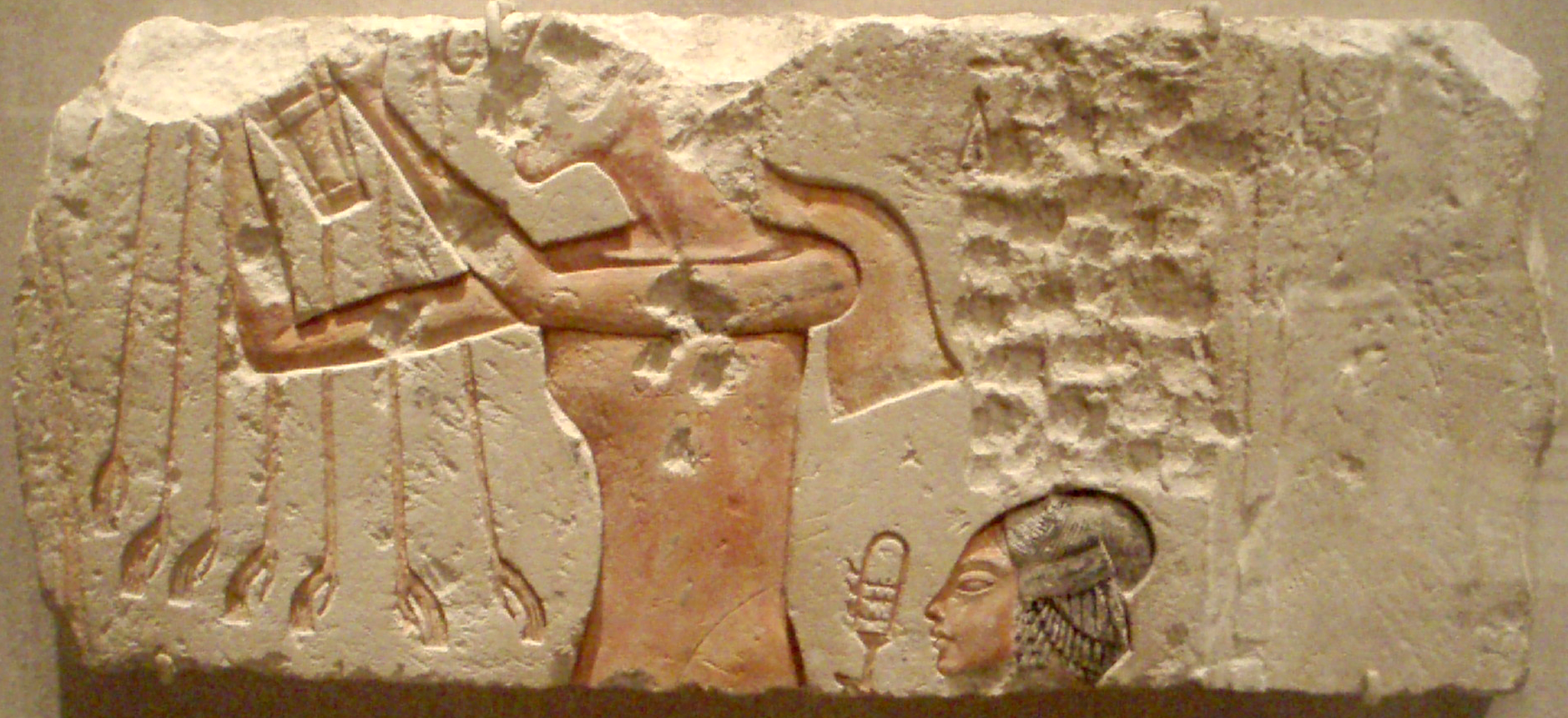
Talatat mit Echnaton und einer Tochter beim Opfern an Aton (Brooklyn Museum)

Die Talatat (auch Telatat genannt) sind die typischen Steinblöcke, aus denen die Tempel und Gebäude in der Amarna-Zeit im alten Ägypten errichtet wurden. Die Bezeichnung stammt vom Arabischen talatât, was „Dreier“ bedeutet und wurde bei der Freilegung der Blöcke von den Arbeitern verwendet.

## Verwendung
Die Talatat waren für die Amarna-Zeit spezifisches Baumaterial. Sie haben eine standardisierte Größe von etwa 27 × 27 × 54 cm (also ½ × ½ × 1 ägyptische Elle). Die vergleichsweise geringe Größe erleichterte den schnellen Bau von Tempeln und Gebäuden, aber auch einen ebenso schnellen, späteren Abbruch dieser Bauwerke. Die Talatat waren später begehrtes Baumaterial, besonders für Fundamente und Füllungen von zweischaligen Mauern und Tempelpylonen. So entgingen sie den späteren Steinräubern und eine Vielzahl dieser Blöcke ist erhalten geblieben.

## Entdeckung

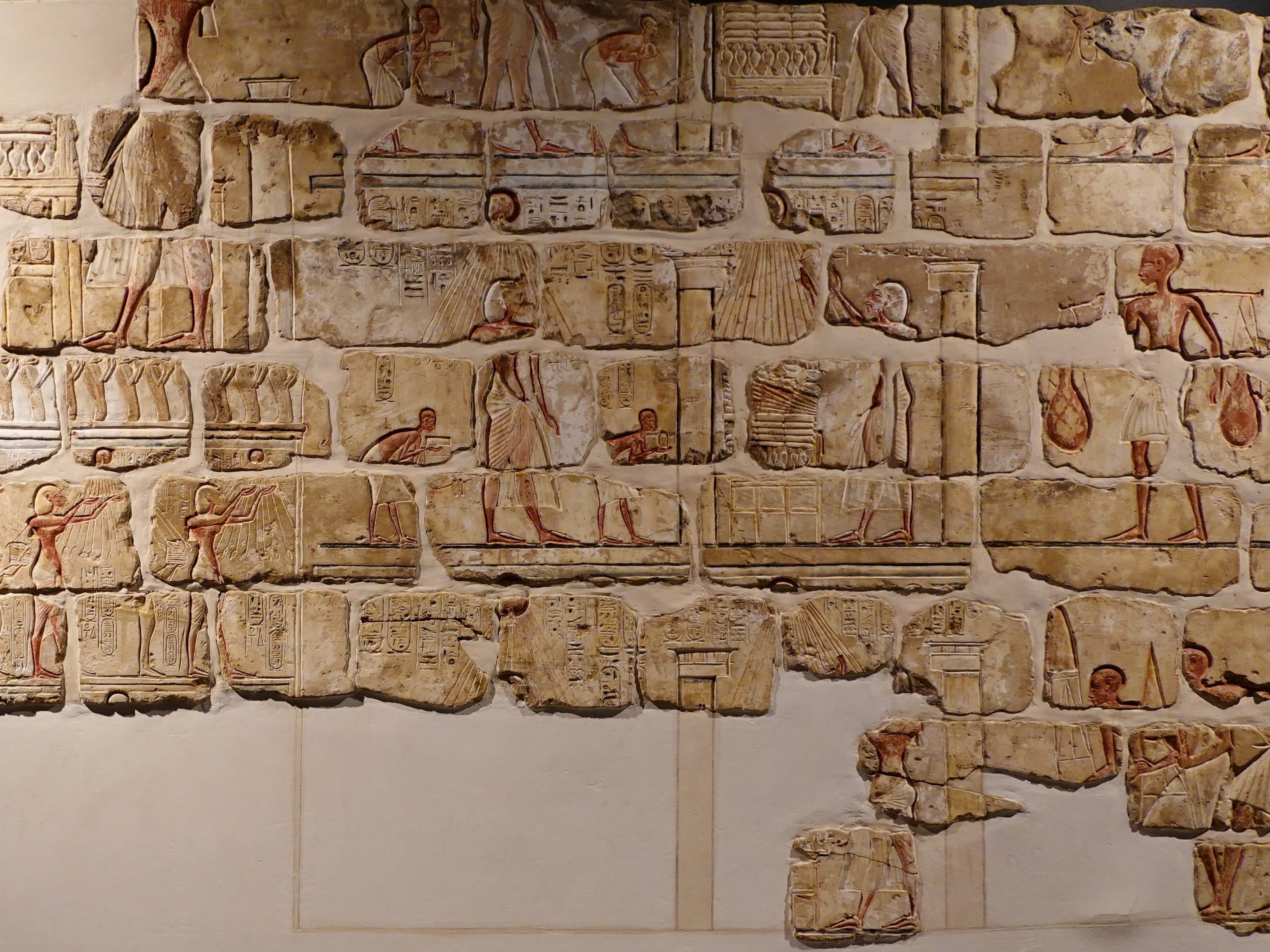
Restaurierte Talatat-Blöcke aus dem Gem-pa-Aton (Luxor-Museum)

Die größten Fundkomplexe dieser Talatat stammen ursprünglich aus den Aton-Tempeln von Karnak (aus den ersten Regierungsjahren des Echnaton) und Achet-Aton, dem heutigen Tell el-Amarna. Das Gros der Blöcke aus Tell el-Amarna wurde in der Nachamarnazeit nach Hermopolis auf dem gegenüberliegenden Nilufer verbracht. Dort wurden 1500 von ihnen bei den deutschen Grabungen, die zwischen 1929 und 1939 unter der Leitung des Hildesheimer Museumsdirektors Günther Roeder durchgeführt wurden, im Fundament eines in der Zeit Ramses II. errichteten Tempels für den Gott Thot wiederentdeckt. Da es dem Grabungsteam vor dem Zweiten Weltkrieg nicht gelang, den Fundort der Talatat von Hermopolis vollständig auszugraben, gelangte eine Anzahl der Blöcke in verschiedene Privatsammlungen und Museen. Bedeutende Sammlungen dieser Stücke befinden sich beispielsweise im Metropolitan Museum of Art und im Brooklyn Museum in New York.
Die meisten aus Karnak stammenden Blöcke wurden dort im neunten Pylon des großen Amun-Tempels wiederentdeckt, wo sie in der Zeit des Haremhab verbaut worden waren. Im Gegensatz zu den Talatat aus Tell el-Amarna, die aus Kalkstein sind, bestehen diese Talatat fast ausschließlich aus Sandstein. Insgesamt umfasst das Corpus hier über 40.000 Objekte und eine Reihe von Zyklen konnte identifiziert werden. Darunter ist ein Sedfest (Heb-Sed) Zyklus, von dem allein etwa 850 Blöcke existieren.

## Weitere Fundorte
Weitere Fundorte sind Medamud, Antinoupolis, Memphis und Heliopolis. Einige Talatat aus Memphis oder Heliopolis fanden sich auch in der mittelalterlichen Stadtbefestigung von Kairo verbaut. Darüber hinaus gibt es Anzeichen für Talatat, die möglicherweise aus dem Nil-Delta stammen.